# Tinodes fiumaltoensis
Tinodes fiumaltoensis là một loài Trichoptera trong họ Psychomyiidae. Chúng phân bố ở miền Cổ bắc.